# Альто-Боніто-Гайтс (Техас)
Альто-Боніто-Гайтс (англ. Alto Bonito Heights) — переписна місцевість (CDP) в США, в окрузі Старр штату Техас. Населення — 296 осіб (2020).

## Географія
Альто-Боніто-Гайтс розташоване за координатами 26°18′57″ пн. ш. 98°38′29″ зх. д. / 26.31583° пн. ш. 98.64139° зх. д. (26.315777, -98.641329).  За даними Бюро перепису населення США в 2010 році переписна місцевість мала площу 0,13 км², уся площа — суходіл.

## Демографія
Згідно з переписом 2010 року, у переписній місцевості мешкали 342 особи в 87 домогосподарствах у складі 85 родин. Густота населення становила 2566 осіб/км².  Було 96 помешкань (720/км²).
Расовий склад населення:
| - 87,1 % — білих - 11,1 % — осіб інших рас |

До двох чи більше рас належало 1,8 %. Частка іспаномовних становила 100,0 % від усіх жителів.
За віковим діапазоном населення розподілялося таким чином: 31,3 % — особи молодші 18 років, 58,2 % — особи у віці 18—64 років, 10,5 % — особи у віці 65 років та старші. Медіана віку мешканця становила 32,0 року. На 100 осіб жіночої статі у переписній місцевості припадало 97,7 чоловіків;  на 100 жінок у віці від 18 років та старших — 102,6 чоловіків також старших 18 років.
За межею бідності перебувало 31,9 % осіб, у тому числі 100,0 % дітей у віці до 18 років та 61,1 % осіб у віці 65 років та старших.
Цивільне працевлаштоване населення становило 0 осіб. 